# Емилиано Мартинес
Дамиан Емилиано „Дибу“ Мартинес Ромеро  (роден на 2 септември 1992 г. в Мар дел Плата), е аржентински футболист, играе като вратар и се състезава за английския Астън Вила. Световен шампион в състава на Аржентина на Мондиал 2022 в Катар.

## Клубна кариера
Мартинес започва кариерата си в юношеските отбори на Индепендиенте, но през 2010 година преминава в школата на английския Арсенал. Дебютът си в английския футбол прави при спешен наем в Оксфорд Юнайтед в последната среща за сезон 2012/12 срещу Порт Вейл, а мача е част от Английска втора футболна лига.
На 26 август 2012 година Мартинес е на резервната скамейка на Арсенал за мача срещу Стоук Сити. На 2 септември отново е резервен вратар за мача срещу Ливърпул. Причината е, че Войчех Шченсни и Лукаш Фабянски са контузени.
На 26 септември 2012 година прави официалния си дебют за Арсенал в мач от третия кръг на Купа на Лигата срещу Ковънтри. В четвъртия кръг отново е титуляр в мача срещу Рединг, а Арсенал побеждава с резултат 7 – 5, след като е изоставал с 4 – 0.
На 15 октомври е трансфериран под наем в отбора от Чемпиъншип Шефилд Уензди. Първоначално срокът на наема е един месец, но после се удължава до 1 януари 2014 година. Дебюта си за Уензди прави срещу местния съперник Хъдърсфийлд на 23 ноември 2013 година. Скоро след това наема се удължава отново до края на сезона.
На 10 август 2014 година Мартинес е неизползвана резерва в мача за Къмюнити Шийлд срещу шампиона Манчестър Сити на Уембли.
Дебют в Шампионска лига прави през 2014 година при победата с 2 – 1 над Андерлехт. Скоро след това прави и дебют в елита на Англия, след като заменя Шченсни през второто полувреме в мача срещу Манчестър Юнайтед на Емирейтс Стейдиъм. Заради контузиите на Шченсни и Давид Оспина, Мартинес е титуляр в нов мач от Шампионската лига – при домакинската победа с 2 – 0 над Борусия Дортмунд.
На 20 март 2015 година преминава под наем в Родъръм Юнайтед до края на сезона. Дебютира срещу един от предишните клубове, в които е играл – Шефилд Уензди, а настоящия му отбор губи с 2 – 3 след два гола на отбора от Шефилд в добавеното време.

## Национален отбор
През юни 2011 година е повикан в Националния отбор на Аржентина в контролата срещу Нигерия, но не взима участие в срещата.

## Успехи

### Клубни

#### Арсенал
- Къмюнити Шийлд: 2014, 2015, 2020
- ФА Къп: 2019/20

### Национални

#### Аржентина
- Световно първенство по футбол: 2022
- Копа Америка: 2021, 2024
- Финалисима: 2022